# Сломники (станция)
Сломники (пол. Słomniki) — пассажирская и грузовая железнодорожная станция в городе Сломники, в Малопольском воеводстве Польши. Имеет 1 платформу и 2 пути.
Станция на железнодорожной линии Варшава-Западная — Краков-Главный построена в 1934 году.